# Chiara Brancati
Chiara Brancati (Catania, 20 luglio 1981) è una pallanuotista italiana.

## Biografia
Ha iniziato nel settore giovanile dell'Orizzonte Catania ed è successivamente passata in prima squadra divenendo il secondo portiere alle spalle di Francesca Conti. Dopo il ritiro di quest'ultima è diventata la titolare della formazione catanese per alcune stagioni, ma è stata nuovamente relegata al ruolo di secondo portiere dall'arrivo di Giuseppina Ricciardi nel 2009. Dopo essersi momentaneamente ritirata al termine della stagione 2010-11 è tornata a giocare all'inizio dell'annata agonistica 2012-13, sempre all'Orizzonte Catania. Con la formazione etnea ha dominato a livello nazionale (dieci scudetti) ed internazionale (sei Coppe dei Campioni ed una Supercoppa europea). 
In nazionale ha fatto parte della formazione che ha disputato i Giochi olimpici di Pechino 2008, conclusi in sesta posizione, ed ha conquistato due medaglie d'argento alla World league di Cosenza 2006 ed ai campionati europei di Belgrado nello stesso anno.

## Palmarès

### Club
- Campionato italiano: 10

Orizzonte Catania: 2000-01, 2001-02, 2002-03, 2003-04, 2004-05, 2005-06, 2007-08, 2008-09, 2009-10, 2010-11
- Coppe Italia: 1

Orizzonte Catania: 2012-13
- LEN Champions Cup: 6

Orizzonte Catania: 2000-01, 2001-02, 2003-04, 2004-05, 2005-06, 2007-08
- Supercoppa LEN: 1

Orizzonte Catania: 2008

### Nazionale
- World League

Cosenza 2006: 
- Europei

Belgrado 2006: 